# 무사시 (격투기 선수)
무사시(영어: Musashi, 일본어: 武藏, 1972년 10월 17일 ~ )는 일본의 킥복싱 선수이다.

## 생애

### 출생
본명은 모리 아키오(일본어: 森 昭生)다. 일본에서 태어났다. 그의 베이스는 킥복싱이며 최근에는 노쇠화로 성적이 좋지 못하지만 오랫동안 세계무대에서 통하는 일본인 선수로서 일본 입식 격투가의 에이스 자리를 지켰다.

### 정보
키 185cm에 몸무게 103kg의 체격을 가진 선수다. 원래는 80kg대의 체급에서 활동하던 선수였으나 무제한급인 K-1에서 활약하기 위해 오랜 기간 체중을 불렸다. 소속팀은 K-1을 탄생시킨 단체라고 할 수 있는 정도회관이며 많은 선수들이 이 곳에서 트레이닝을 받고 있다. K-1 WGP 03년, 04년 결승까지 진출하나 두번 다 네덜란드의 레미 본야스키에게 패해 준우승에 머물게 된다.
태권파이터 박용수와 경기에서는 박용수가 로블로 이후, 터치 글러브를 하려는 무사시에게 비매너 킥공격을 가하자 흥분한 무사시가 평소와 다르게 압박전진 하여 펀치 KO로 이긴 적이 있다. 그래서 생긴 별명이 무자지이다.
```
최근에는 한국 격투기 팬들 사이에서 '동타(동양의 타이슨)'라는 애칭으로 불리며 인기를 회복하고 있다. 
2008년
 
9월 27일
 개막전 출전선수를 가리는 팬투표에서 순위에 들게 되어 서울에서 일본 그랑프리 대회 우승자인 
에베르통 테이셰이라
와 시합을 갖지만 판정으로 패하고 만다. 제롬 르 밴너와의 은퇴경기를 갖고 K-1 무대를 떠나게 된다.
```

### 입식 타격 전적(2005년 이후)
- 21전 11승 10패 (5 KO)

| 경기일자         | 상대                  | 결과 | 내용        | 대회                          |
| ---------------- | --------------------- | ---- | ----------- | ----------------------------- |
| 2009년 9월 26일  | 제롬 르 밴너          | 패   | 3R 판정     | K-1 월드 GP 2009 final 16     |
| 2008년 12월 31일 | 게가르 무사시         | 패   | 1R KO       | K-1 다이너마이트 2008         |
| 2008년 9월 27일  | 에베르통 테이셰이라   | 패   | 3R 판정     | K-1 월드 GP 2008 final 16     |
| 2008년 6월 29일  | 후지모토 쿄타로       | 패   | 3R 판정     | K-1 월드 GP 2008 in fukuoka   |
| 2008년 4월 13일  | 사와야시키 준이치     | 승   | 2R KO       | K-1 월드 GP 2007 in yokohama  |
| 2007년 12월 31일 | 베르나르 아카         | 승   | 3R KO       | K-1 다이너마이트 2007         |
| 2007년 12월 8일  | 데이빗 댄클레이드     | 승   | 1R KO       | K-1 월드 GP 2007 final        |
| 2007년 8월 5일   | 왕창                  | 승   | 2R 기권     | K-1 월드 GP 2007 in hongkong  |
| 2007년 8월 5일   | 박용수                | 승   | 2R KO       | K-1 월드 GP 2007 in hongkong  |
| 2007년 3월 4일   | 후지모토 유스케       | 패   | 4R KO       | K-1 월드 GP 2007 in yokohama  |
| 2006년 12월 31일 | 랜디 김               | 승   | 3R KO       | K-1 다이너마이트 2006         |
| 2006년 12월 2일  | 피터 아츠             | 패   | 1R KO       | K-1 월드 GP 2006 final        |
| 2006년 9월 30일  | 할리드 아랍           | 패   | 3R 판정     | K-1 월드 GP 2006 final 16     |
| 2006년 7월 30일  | 글라우베 페이토자     | 패   | 3R 판정     | K-1 월드 GP 2006 in sapporo   |
| 2006년 4월 29일  | 세미 슐트             | 패   | 3R 판정     | K-1 월드 GP 2006 in las vegas |
| 2005년 12월 31일 | 밥 샙                 | 승   | 3R 판정     | K-1 다이너마이트 2005         |
| 2005년 11월 19일 | 글라우베 페이토자     | 패   | 2R KO       | K-1 월드 GP 2005 final        |
| 2005년 11월 19일 | 루슬란 카라에프       | 승   | 4R 연장판정 | K-1 월드 GP 2005 final        |
| 2005년 9월 23일  | 프랑소와 보타         | 승   | 3R 판정     | K-1 월드 GP 2005 final 16     |
| 2005년 7월 30일  | 리카르도 노드스트란드 | 승   | 3R 판정     | K-1 월드 GP 2005 in hawaii    |
| 2005년 4월 30일  | 릭 루퍼스             | 승   | 3R 판정     | K-1 월드 GP 2005 in las vegas |